# لیوین دبراور
لیوین دبراور (انگلیسی: Lieven Debrauwer؛ زادهٔ ۱۵ آوریل ۱۹۶۹) کارگردان، نویسنده اهل بلژیک است. 

## فیلمشناسی
- پائولین و پائولت